# Ridgeway (Virgínia)
Ridgeway és una població dels Estats Units a l'estat de Virgínia. Segons el cens del 2000 tenia 775 habitants.

## Demografia
Segons el cens del 2000, Ridgeway tenia 775 habitants, 310 habitatges, i 221 famílies. La densitat de població era de 318,3 habitants per km².
Dels 310 habitatges en un 31,3% hi vivien nens de menys de 18 anys, en un 54,2% hi vivien parelles casades, en un 13,2% dones solteres, i en un 28,4% no eren unitats familiars. En el 26,1% dels habitatges hi vivien persones soles el 10,6% de les quals corresponia a persones de 65 anys o més que vivien soles. El nombre mitjà de persones vivint en cada habitatge era de 2,5 i el nombre mitjà de persones que vivien en cada família era de 3,01.
Per edats la població es repartia de la següent manera: un 25,4% tenia menys de 18 anys, un 6,1% entre 18 i 24, un 27,7% entre 25 i 44, un 28,4% de 45 a 60 i un 12,4% 65 anys o més.
L'edat mediana era de 39 anys. Per cada 100 dones de 18 o més anys hi havia 80,6 homes.
La renda mediana per habitatge era de 34.196 $ i la renda mediana per família de 39.500 $. Els homes tenien una renda mediana de 27.109 $ mentre que les dones 21.146 $. La renda per capita de la població era de 16.054 $. Entorn del 12,1% de les famílies i el 12% de la població estaven per davall del llindar de pobresa.

## Poblacions més properes
El següent diagrama mostra les poblacions més properes.